# Ferrovia Mohon-Thionville
La ferrovia Mohon-Thionville (Ligne de Mohon à Thionville in francese) è una linea ferroviaria francese a scartamento ordinario lunga 137 km che unisce le città di Charleville-Mézières e Thionville, nella regione del Grande Est.

## Storia
Il primo troncone della ferrovia, quello compreso tra Mohon e Donchery fu aperto il 14 dicembre 1858. Il 25 aprile 1863 fu attivato l'ultimo segmento, quello compreso tra Pierrepont e Thionville.